# Madison Avenue Bridge
Die Madison Avenue Bridge ist eine Drehbrücke über den Harlem River in New York City, die 1910 eröffnet wurde und die Stadtbezirke Manhattan und The Bronx verbindet. Die heutige Brücke ist das zweite Bauwerk an derselben Stelle.

## Geschichte

### Erste Brücke
Bereits 1874 ersuchten Einwohner und Gewerbetreibende die lokalen Behörden um die Errichtung einer Brücke über den Harlem River in der Höhe der 138th Street. Unter der Leitung des New York City Parks Department, welches damals für alle Brücken zuständig war, wurden von den Ingenieuren Alfred P. Boller und General John Newton Pläne für die erste Brücke in der Höhe der 138th Street erstellt, welche im November 1884 dem Verkehr übergeben wurde. Die Bauzeit betrug ungefähr zwei Jahre, die Baukosten betrugen 510.000 US-Dollar.
Das eiserne Tragwerk der ersten Brücke bestand aus einer 91 m langen Drehbrücke, die von zwei festen Feldern flankiert war. Die mit Granit ausgelegte Fahrbahn der Brücke war 6,7 m breit und wies zwei 1,5 m breite Bürgersteige auf. Die Zufahrten wurden auf Erddämmen erstellt, welche von Stützmauern aus Granit gehalten wurden.
1885 fuhren die erste Pferdestraßenbahn der Union Railway Company über die Brücke, die 1892 von den elektrischen Straßenbahnen der Metropolitan Street Railway Company abgelöst wurden.

### Zweite Brücke
Nach der 1898 erfolgten Eingemeindung der Bronx und der anderen Stadtteile zur heutigen New York City ging die Verantwortung für die Brücken vom Parks Department an das neu gegründete New York City Department of Bridges über. Dies schlug den Neubau einer größeren Brücke mit breiteren Zufahrten vor, weil die alte Brücke dem angewachsenen Verkehr nicht mehr genügte.
Die Planung der neuen heutigen Brücke begann 1903 und wurde von Alfred P. Boller geleitet, der bereits die erste Brücke geplant hatte. Sie hat dieselben Abmessungen wie die alte Brücke bis auf die verbreiterte Fahrbahn und Bürgersteige. Für die Zufahrten wurden an Stelle der Erddämme Stahlbeton-Brücken geplant.
Der Bau der neuen Brücke begann am 8. Oktober 1907. Weil zuerst die alte Brücke abgetragen werden musste, wurde der Verkehr neben dem Bauplatz über eine provisorische Drehbrücke aus Stahl und Holz umgeleitet. Dieses Bauwerk kostete alleine 195.000 US-Dollar und war für mehr als zweieinhalb Jahre in Betrieb.
Die neue Brücke wurde am 18. Juli 1910 dem Verkehr übergeben. Sie wurde nicht mehr von der Straßenbahn befahren, weil der Betreibergesellschaft die Abgaben für die Benutzung der Brücke in der Höhe von 5 % der gesamten erwirtschafteten Einnahmen zu hoch waren.

## Bauwerk
Die Madison Avenue Bridge ist mit den Zufahrtsrampen 577 m lang. Der mittlere Teil über den Harlem River ist eine 91 m lange Drehbrücke, deren Stahlfachwerkträger von einem Mauerwerksockel in der Mitte des Flusses getragen wird. Der Sockel ist durch Holzpfähle gegen den Anprall von Schiffen geschützt. Die beiden Durchfahrten für die Schiffe haben eine lichte Breite von 37 m und eine lichte Höhe von 7,6 m. Die Fahrbahn ist 8,2 m breit mit zwei je 2,7 m breiten Bürgersteigen auf beiden Seiten. Die Zufahrtsrampen liegen auf Stahlbeton-Brücken. In Manhattan mündet von Süden kommend die namensgebende Madison Avenue in die Rampe der Brücke, die dann von der East 138th Street überquert wird. 